# Cantonul Aurillac-4
Cantonul Aurillac-4 este un canton din arondismentul Aurillac, departamentul Cantal, regiunea Auvergne, Franța.

## Comune
- Aurillac (parțial, reședință)
- Giou-de-Mamou
- Laroquevieille
- Lascelle
- Mandailles-Saint-Julien
- Marmanhac
- Saint-Cirgues-de-Jordanne
- Saint-Simon
- Velzic
- Yolet